# Cal Gili (Cardona)
Cal Gili és una masia situada al municipi de Cardona, a la comarca catalana del Bages. El complex es compon de diversos edificis bastits a les faldes dels turons que delimiten el nucli urbà pel nord.